# Vítězslav Nezval

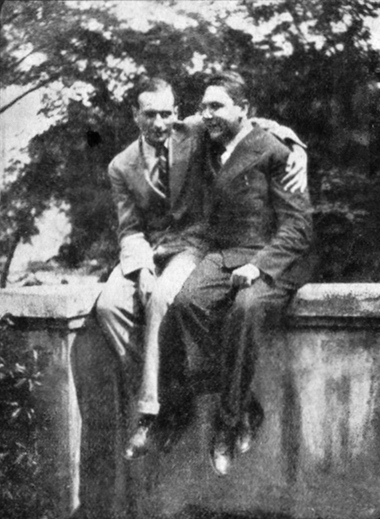
Vítězslav Nezval (rechts) mit Philippe Soupault (1927)

Vítězslav Nezval [ˈviːtjɛslaf ˈnɛzval] (* 26. Mai 1900 in Biskoupky; † 6. April 1958 in Prag) war tschechischer Dichter, Schriftsteller und Übersetzer. Er gilt als Mitbegründer des Poetismus und als führende Persönlichkeit des tschechischen Surrealismus. 1953 wurde er zum Nationalkünstler ernannt und erhielt die goldene Medaille des Weltrats für Frieden.

## Leben

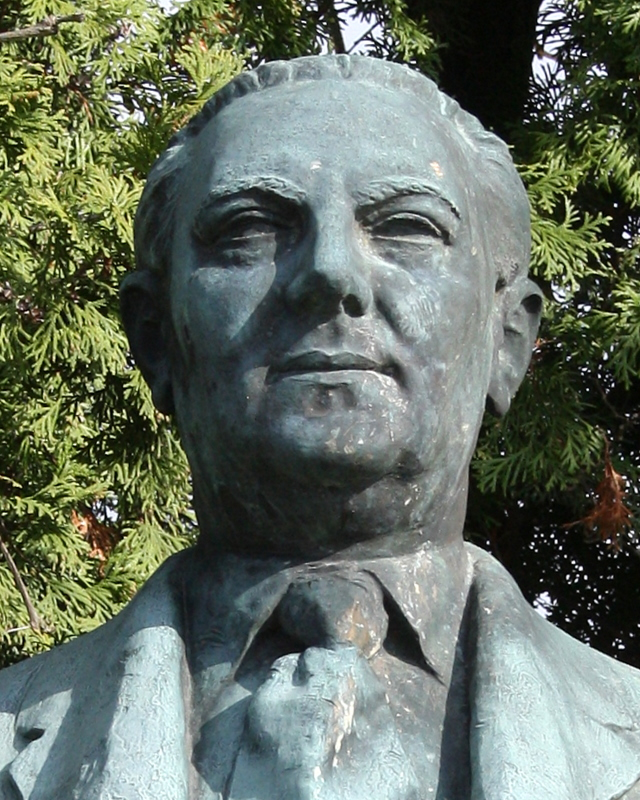
Büste auf seinem Grab (von Jan Simota)

Der Sohn eines Landlehrers zog mit drei Jahren mit seiner Familie nach Šemíkovice, einen Ort, den er später in seinen Werken beschreibt. 1911 besuchte er das Gymnasium in Trebitsch, das er 1919 beendete. Er studierte ein Semester an der Juristischen Fakultät in Brünn, setzte sein Studium später an der philosophischen Fakultät in Prag fort, schloss aber auch dieses Studium nicht ab.
1922 trat er gemeinsam mit Karel Teige der Gruppierung Devětsil bei, war dort Mitbegründer des Poetismus und wurde nach und nach politischer Initiator der tschechischen Avantgardebewegung. 1924 trat er der KSČ bei. 1924–1925 war er Sekretär bei der Erstellung von Masaryks Lexikon und von 1928 bis 1929 Dramaturg des Befreiten Theaters (Osvobozené divadlo), widmete sich später jedoch nur noch der schreibenden Kunst. Seine Werke wurden auch in großen Tageszeitungen und Zeitschriften wie Rudé právo, Tvorba, Odeon, Nová scéna, Lidové noviny publiziert.
Auf seinen Reisen in die Sowjetunion, nach Frankreich, Italien und Griechenland traf er zahlreiche Surrealisten wie André Breton, unter dessen Eindruck er 1934 die tschechoslowakische Surrealistische gründete, die er 1938 wieder auflöste. Er schloss sich der antifaschistischen Bewegung an, war 1944 kurz inhaftiert.
Nach dem Zweiten Weltkrieg war er aktiver Kommunist und erhielt für seine Arbeit zahlreiche Anerkennungen und Preise. Seine Arbeit in dieser Epoche verliert stark an Qualität. Dennoch blieb er den Idealen des Poetismus treu und verteidigte sie gegen den Sozialistischen Realismus. 1951 übernahm er die Leitung der Abteilung Film des Informationsministeriums.
Er starb an den Folgen eines Herzinfarkts und einer Scharlacherkrankung und wurde auf dem Vyšehrader Friedhof in Prag bestattet.
Der 1982 entdeckte Asteroid (8143) Nezval wurde 2008 nach ihm benannt.

## Abeceda
Nezvals Gedicht Abeceda wurde von ihm und der Tänzerin Milča Mayerová 1924 choreografiert, von Karel Paspa fotografiert und in der Gestaltung von Karel Teige 1926 als Buch herausgebracht (siehe den Artikel zu Milča Mayerová).

## Valerie
Sein Roman Valerie a týden divů (Valerie und die Woche der Wunder) diente als Vorlage für den gleichnamigen Film von Jaromil Jireš unter dem deutschen Titel Valerie – Eine Woche voller Wunder.

## Werke
Er war Vertreter der assoziativen Poesie. Stärksten Einfluss auf seine Arbeiten hatten Karel Hlaváček, Otokar Březina, Jakub Deml, Arthur Rimbaud, Guillaume Apollinaire und Übersetzungen französischer Dichter. Er schrieb auch experimentelle Prosa, Abenteuergeschichten und Literatur für Kinder.

### Deutschsprachige Übersetzungen
- Gedichte, übers. von Otto Eisner / Hans Schönhof, Leipzig 1938.
- Ich singe den Frieden [Zpěv míru], übers. von Kurt Barthel, Berlin 1951.
- Goldne Jugendzeit [Zlatý věk], übers. von Erich von Bertleff, Prag, 1961.
- Dinge, Blumen, Tiere und Leute für Kinder [Věci, květiny, zvířátka a lidé pro děti], übers. von Peter Aschner, Prag 1963.
- Ausgewählte Gedichte, übers. von Johannes Schröpfer, Frankfurt am Main 1967.
- Auf Trapezen: Gedichte [Na visutých hrazdách], übers. von Franz Fühmann, Leipzig, 1978.
- Der Prager Spaziergänger [Pražský chodec], übers. von Karl-Heinz Jähn, Berlin 1984.
- Aus meinem Leben [Z mého života], übers. von Annette Simon / Jan Faktor, Leipzig 1988.
- V. Nezval / Karel Teige: Depesche auf Rädern: Theatertexte 1922–1927 [Depeše na kolečkách], übers. von Lothar Trolle / Karl-Heinz Jähn / Peter Ludewig, Berlin 2001.
- Edison, übers. von Lutz-Erdmut Adolf, Furth im Wald / Praha 2001.
- Akrobat, übers. von Barbara Bausch / Eva Dymákova, Leipzig 2018.
- Valerie und die Woche der Wunder [Valerie a týden divů], übers. von Ondřej Cikán, Wien und Prag 2018.

### Drama
- Depeše na kolečkách, 1922; dt. übers. als Depesche auf Rädern, 2001
- Strach (Angst), 1929; in Buchform ersch. 1930
- Schovávaná na schodech (Versteckspiel auf der Treppe), 1931
- Milenci z kiosku (Die Liebhaber vom Kiosk), 1932
- Manon Lescaut, 1940
- Loretka (Loretto), 1941
- Tři mušketýři (Die drei Musketiere), 1953
- Dnes ještě zapadá slunce nad Atlantidou (Heute geht die Sonne noch über Atlantis unter), 1956
- Veselá Praha (Lustiges Prag), 1957
- Jak se z klubíčka ježek vyklubal (Wie aus einem Knäulchen ein Igel schlüpfte), 1962
- Nový Figaro (Der neue Figaro), 1962

### Essay
- Falešný mariáš (Falsches Mariasch), 1925
- Wolker, 1925
- Josef Čapek, 1937
- Moderní básnické směry (Moderne Strömungen der Lyrik), 1937
- Štyrský a Toyen (Styrsky und Toyen), 1938
- Antonín Slavíček, 1952
- Rudolf Kremlička, 1955
- O některých problémech současné poezie (Über einige Probleme der zeitgenössischen Poesie), 1956

### Memoiren
- Z mého života (Aus meinen Leben), 1959
- Depeše z konce tisíciletí: Korespondence Vítězslava Nezvala (Depesche vom Ende des Jahrtausends: Korrespondenz des Vitezslav Nezval), 1981

### Poesie
- Most (Die Brücke), 1922
- Pantomima (Pantomime), 1924
- Menší růžová zahrada (Der kleinere Rosengarten), 1926
- Básně na pohlednice (Gedichte für Ansichtskarten), 1926
- Diabolo, 1926
- Blíženci (Zwillinge), 1927
- Nápisy na hroby (Grabinschriften), 1927
- Akrobat, 1927
- Dobrodružství noci a vějíře (Abenteuer der Nacht und des Schleiers), 1927
- Edison, 1928
- Židovský hřbitov (Der Jüdische Friedhof), 1928
- Hra v kostky (Würfelspiel), 1929
- Silvestrovská noc (Silvesternacht), 1929
- Smuteční hrana za Otokara Březinu (Trauriges Totengeläut für Otokar Brezina), 1929
- Žena v množném čísle (Frau in Mehrzahl), 1930
- Básně noci (Gedichte der Nacht), 1930
- Jan ve smutku (Johann in Trauer), 1930
- Snídaně v trávě (Frühstück im Gras), 1930
- Signál času (Signal der Zeit), 1931
- Tyranie pro lásku (Tyrannei für die Liebe), 1931
- Pět prstů (Fünf Finger), 1932
- Skleněný havelok, 1932
- Zpáteční lístek (Rückfahrkarte), 1933
- Sbohem a šáteček (Lebewohl und Tüchlein), 1934
- 52 hořkých balad věčného studenta Roberta Davida (52 bittere Balladen des ewigen Studenten Robert David), 1936
- Praha s prsty deště (Prag mit den Fingern des Regens), 1936
- 100 sonetů zachránkyni věčného studenta Roberta Davida (100 Sonette der Retterin des ewigen Studenten Robert David), 1937
- Absolutní hrobař (Der absolute Totengräber), 1937
- 70 básní z podsvětí na rozloučení se stínem věčného studenta Roberta Davida (70 Gedichte aus der Unterwelt zum Abschied vom Schatten des ewigen Studenten Robert David), 1938
- Historický obraz, 1938
- Matka Naděje (Mutter Hoffnung), 1938
- Pět minut za městem (Fünf Minuten hinter der Stadtgrenze), 1940
- Balady Manoně, 1945
- Švábi (Die Kakerlaken), 1945
- Stalin, 1949
- Veliký orloj (Die große astronomische Uhr), 1949
- Básně 1919–1926, 1950
- Zpěv míru (Gesang des Friedens), 1950
- Z domoviny, 1951
- Křídla, 1952
- Chrpa a města, 1955
- Nedokončená, 1960
- Kůň a tanečnice, 1962
- Podivuhodný kouzelník, 1963
- Zázračné proměny, 1980
- Zpívám zpěv míru, 1980
- Až se ti zasteskne, 1983
- Básník v množném čísle, 1986

### Prosa
- Karneval, 1926
- Kronika z konce tisíciletí, 1929
- Chtěla okrást lorda Blamingtona, 1930
- Posedlost, 1930
- Slepec a labuť, 1930
- Dolce far niente, 1931
- Sexuální nokturno, 1931
- Pan Marat, 1932
- Jak vejce vejci, 1933
- Monako, 1934
- Neviditelná Moskva, 1935
- Valérie a týden divů, 1935
- Anička skřítek a Slaměný Hubert, 1936
- Řetěz štěstí, 1936
- Ulice Gît-le-Cœur, 1936
- Pražský chodec (Der Prager Spaziergänger), 1938
- Valerie a týden divů (Valerie und die Woche der Wunder), 1945 (verfasst 1935)
- Věci, květiny, zvířátka a lidé pro děti, 1953

### Übersetzungen
- Překlady, 1982